# 楊廷相 (萬曆進士)
楊廷相（？—？），字君贊，號鍾魯，福建晉江縣人，匠籍，明朝政治人物。

## 生平
嘉靖四十三年（1564年）甲子科福建鄉試第六十六名。萬曆二年（1574年）甲戌科進士第三甲第一百八十名。授直隸丹徒縣知縣，萬曆八年（1580年）六月考选，升任兵科給事中，弹劾云南左布政使陶幼学望轻年暮，命致仕。十一年正月升任吏科右給事中，十二年三月升吏科左給事中，十三年五月与兵部员外郎江铎主考廣東鄉試，升吏科都，十六年二月升遷太仆寺少卿，十七年三月升太常寺少卿、提督四夷馆，八月升南京太仆寺卿，十九年三月升应天府尹，十二月升南京通政使，二十年十一月被山西道御史钱梦得疏参回籍，尋卒，二十二年六月賜祭葬。

## 家族
曾祖父楊庸，曾任王府左長史，贈中順大夫；祖父楊深；父楊希程。母吳氏。永感下。